# Лоренсини, Мартин
Мартин Лоренсини (исп. Martín Lorenzini; род. 26 сентября 1975, Буэнос-Айрес) — аргентинский шахматист, гроссмейстер (2014).
Чемпион Аргентины (2011).
В составе сборной Аргентины участник 40-й Олимпиады (2012) в Стамбуле.

## Изменения рейтинга
| Графики недоступны из-за технических проблем. См. информацию на Фабрикаторе и на mediawiki.org. |